# Randy Crawford
Pour les articles homonymes, voir Crawford.
Randy Crawford est une chanteuse de jazz et de soul américaine née le 18 février 1952 à Macon, dans l'État de Georgie. Elle a commencé sa carrière en se produisant dans des clubs, de Cincinnati à Saint-Tropez mais c'est au milieu des années 1970 qu'elle s'est fait un nom en chantant aux côtés de grands jazzmen comme George Benson ou Cannonball Adderley. Par la suite, elle a accompagné Bootsy Collins, Johnny Bristol, Quincy Jones, Al Jarreau et bien d'autres.
En 1978, elle est présente sur le deuxième album solo de l'ancien guitariste de Genesis, Steve Hackett, Please don't touch pour la chanson Hoping love will last. Elle s'est ensuite fait remarquer sur le tube planétaire des vétérans du R&B/jazz, les Crusaders, Street Life en 1979. Cette chanson a dominé les charts jazz pendant 20 semaines et est devenue depuis un classique du rare groove et du disco. Ses titres suivants One Day I'll Fly Away (1980), You Might Need Somebody (1981, reprise de Turley Richards) et Rainy Night In Georgia (1981, reprise de Tony Joe White), deviendront tous des standards soul. Son album Secret Combination (1981) est resté dans les charts du Billboard pendant 60 semaines consécutives, après quoi sa carrière est retombée, malgré un succès dans le top 10 avec Almaz en 1986. Naked And True (1995) marque un retour à ses racines soul : elle y reprend Give Me The Night de George Benson et l'album compte la présence du Funkadelic Bootsy Collins, Bernie Worrell et les cuivres de Fred Wesley. La chanteuse connaît un regain de popularité en 1997, même si de façon involontaire puisque cette même année, son tube avec les Crusaders Street Life est inclus dans la BO du film Jackie Brown de Quentin Tarantino et la chanteuse anglaise Shola Ama reprend avec un succès considérable une version à l'identique de sa ballade You Might Need Somebody. En 2006, elle enregistre un album en duo avec le pianiste Joe Sample, Feeling Good, avec qui elle tourne pour une série de concerts, avec notamment quelques dates en France.
Elle a enregistré une session live avec Joe Sample le 24 juillet 2007 aux Abbey Road Studios pour Live from Abbey Road. L'épisode qu'elle a partagé avec David Gilmour et Amos Lee a été projeté sur Sundance Channel aux États-Unis et Channel 4 au Royaume-Uni.

## Discographie
- Everything Must Change (1976)
- Miss Randy Crawford (1977)
- Raw Silk (1979)
- Now We May Begin (1980)
- Secret Combination (1981)
- Windsong (1982)
- Nightline (1983)
- Abstract Emotions (1986)
- Rich and Poor (1989)
- The Collection (1990)
- Through the Eyes of Love (1992)
- Don't Say It's Over (1993)
- Naked and True (1995)
- Every Kind of Mood: Randy, Randi, Randee (1997)
- Permanent (2001)
- Feeling Good (avec Joe Sample) (2006)
- No Regrets (avec Joe Sample) (2008)
- Live in Zagreb (2010)

## Participations
- Please don't touch de Steve Hackett (1978)
- Hard to hold de Rick Springfield (1984)
- Zucchero Live at the Kremlin de Zucchero (1991)
- La Noche de Presuntos Implicados (1995)

## Trophée
- Brit Award : Meilleure Artiste Solo Féminine (1982)